# 稲沢市図書館
稲沢市図書館（いなざわしとしょかん）は、愛知県稲沢市の公共図書館の総称である。現在の稲沢市は2005年に旧稲沢市・中島郡祖父江町・中島郡平和町の1市2町が合併して誕生したものであり、稲沢市図書館は稲沢市立中央図書館、稲沢市立祖父江の森図書館、稲沢市立平和町図書館の3館からなる。
2014年（平成26年）4月1日から、中央図書館では国立国会図書館デジタル化資料送信サービスを利用できる。2015年度（平成27年度）の総貸出冊数は1,568,629冊、1人あたり貸出冊数は11.4冊、1人あたり資料費は228円だった。

## 歴史

### 中央図書館

#### 初期（1967年 - 1975年）
| 稲沢市図書館の初期の蔵書点数 | 稲沢市図書館の初期の蔵書点数 | 稲沢市図書館の初期の蔵書点数 | 稲沢市図書館の初期の蔵書点数 | 稲沢市図書館の初期の蔵書点数 |
| ---------------------------- | ---------------------------- | ---------------------------- | ---------------------------- | ---------------------------- |
| 年度                         |                              |                              |                              | 点数                         |
| 1967                         | 1967                         |                              | 4,821                        | 4,821                        |
| 1969                         | 1969                         |                              | 7,066                        | 7,066                        |
| 1971                         | 1971                         |                              | 12,015                       | 12,015                       |
| 1973                         | 1973                         |                              | 14,998                       | 14,998                       |
| 1975                         | 1975                         |                              | 25,788                       | 25,788                       |

| 稲沢市図書館の初期の利用者数 | 稲沢市図書館の初期の利用者数 | 稲沢市図書館の初期の利用者数 | 稲沢市図書館の初期の利用者数 | 稲沢市図書館の初期の利用者数 |
| ---------------------------- | ---------------------------- | ---------------------------- | ---------------------------- | ---------------------------- |
| 年度                         |                              |                              |                              | 人                           |
| 1967                         | 1967                         |                              | 8,434                        | 8,434                        |
| 1969                         | 1969                         |                              | 18,382                       | 18,382                       |
| 1971                         | 1971                         |                              | 27,472                       | 27,472                       |
| 1973                         | 1973                         |                              | 1,932                        | 1,932                        |
| 1975                         | 1975                         |                              | 114,753                      | 114,753                      |

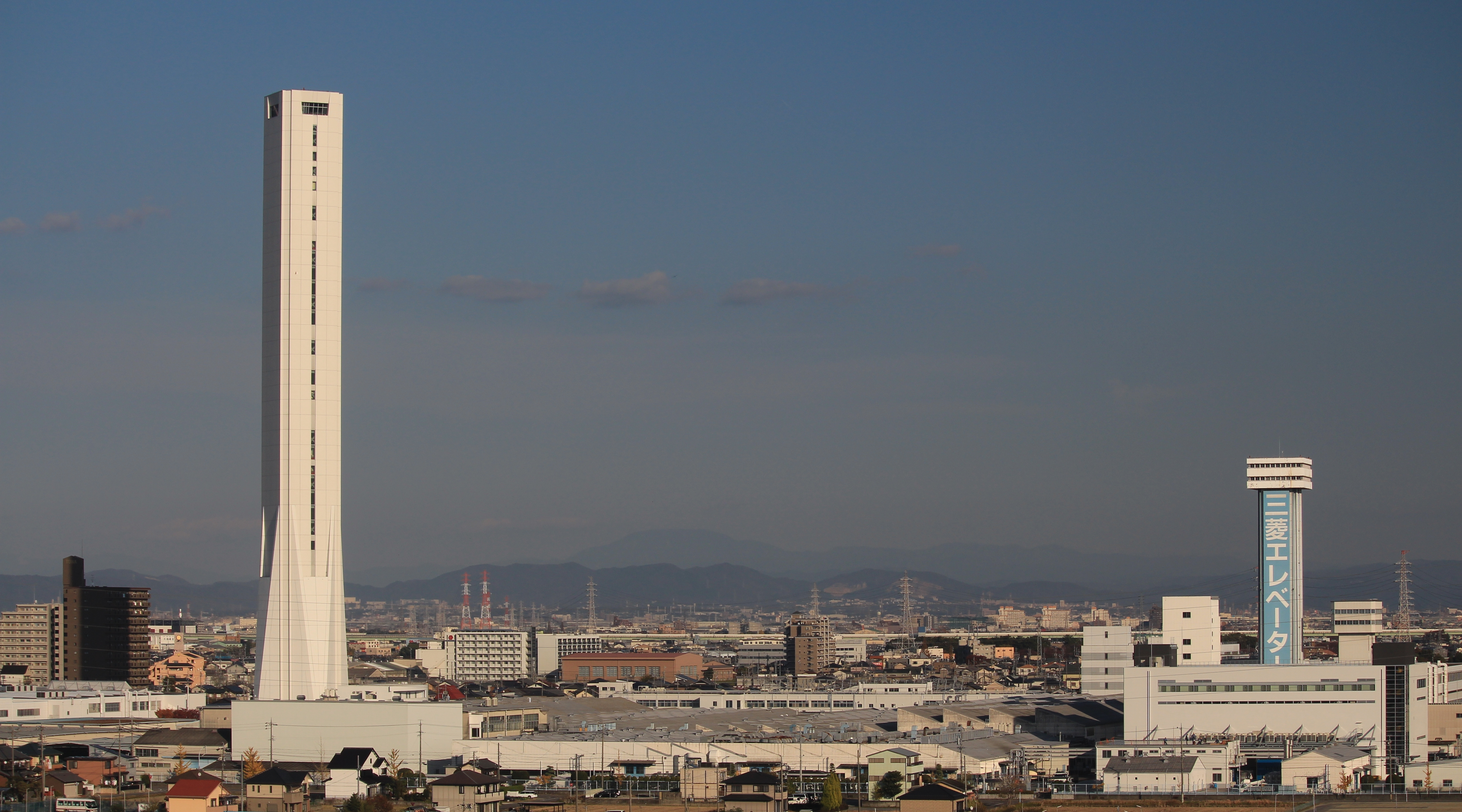
1964年に設立された三菱電機稲沢製作所

1955年（昭和30年）4月15日には中島郡旧稲沢町・明治村・千代田村・大里村の1町3村が合併して、人口約47,000人の新稲沢町が誕生した。その後稲沢町の人口は5万人を超え、約4億円の1958年度予算は全国の町村のなかでも有数の規模となったため、1958年（昭和33年）11月1日には稲沢町が市制施行して稲沢市となった。1959年（昭和34年）2月24日付の『稲沢広報』では、愛知県立図書館が運行する2,000冊積載の移動図書館車両が稲沢市公民館本館・稲沢市立明治中学校・稲沢市立千代田中学校・稲沢市立大里中学校の4か所を年5回程度の頻度で巡回すると報じている。
1965年（昭和40年）4月には愛知県立図書館が運営する愛知県移動図書館と連携して自前の移動図書館事業が開始された。市制施行前の稲沢町には稲沢町立図書館があったが、1967年（昭和42年）2月には愛知県稲沢農業改良普及所の2階に稲沢市立図書館が開館した。貸出を受けられるのは小学4年生以上に制限された。同年4月の資料数は4,821冊であり、同年度の図書費は303,000円、利用者数は8,434人だった。1966年度（昭和41年度）の図書館利用者数は5,142人だったが、1970年度（昭和45年度）には13,243人と4年前の2.6倍になった。1970年度の利用者属性は中学生以下が7,946人（60%）、高校生以上が5,297人（40%）だった。
1970年（昭和45年）には稲沢市役所が新市庁舎に移転しており、1971年（昭和46年）3月には図書館が旧市庁舎2階に移転した。同年4月の資料数は12,015冊であり、同年度の図書費は150万円、利用者数は27,472人だった。1972年（昭和47年）6月5日には稲沢ライオンズクラブから電子複写機（コピー機）が寄贈された。
1972年（昭和47年）11月には旧市庁舎の取り壊しにともなって、図書館が旧中央毛織社員寮（後の稲沢市消防署職員寮）に移転した。図書の基本カードの作成、貸出方式のブラウン方式への変更などのために11月から1972年12月まで休館した。1972年12月には中央毛織社員寮跡で仮開館した。

#### 国府宮団地時代（1975年 - 2006年）

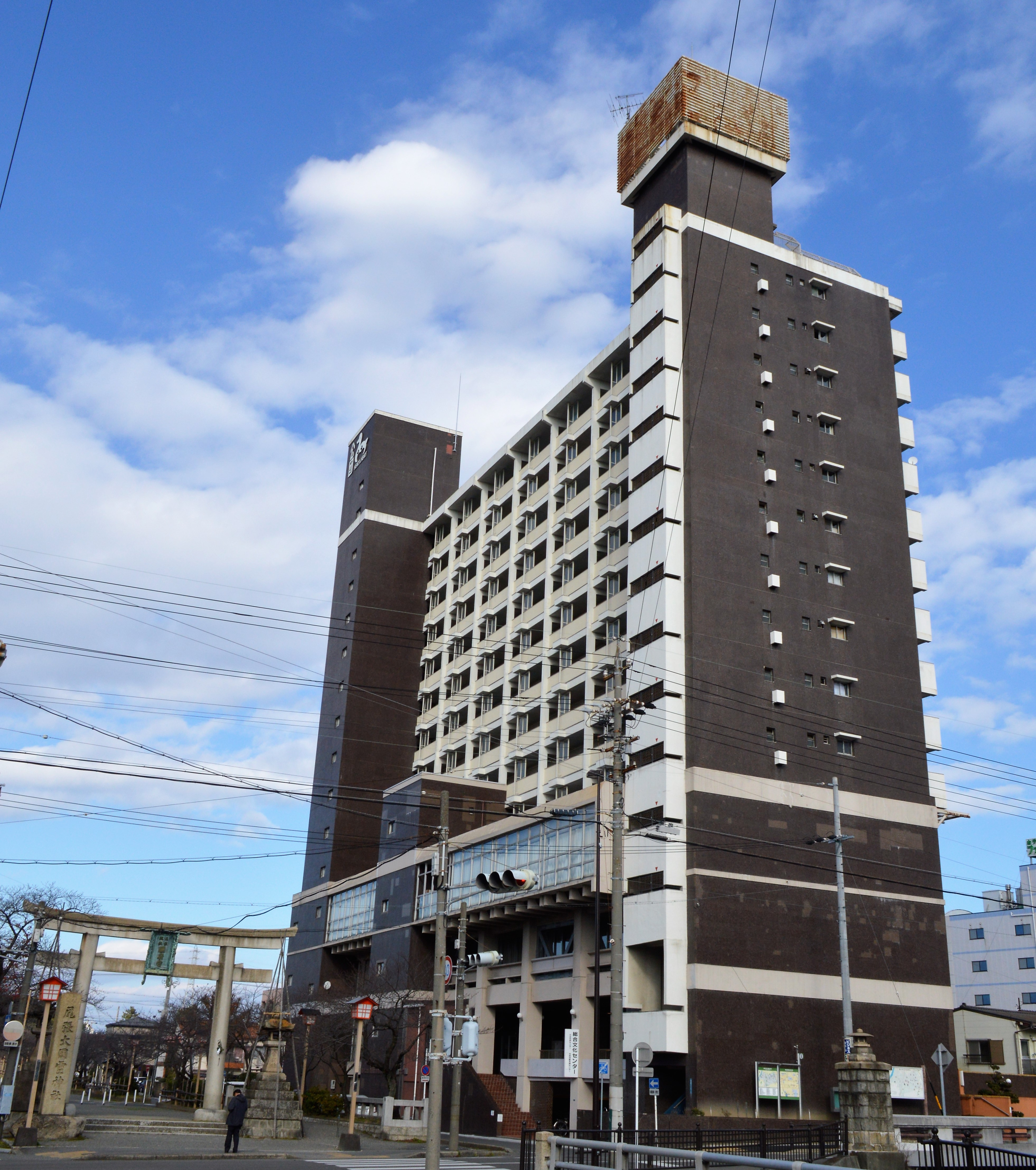
1階・地下1階部分に図書館が入っていた国府宮団地

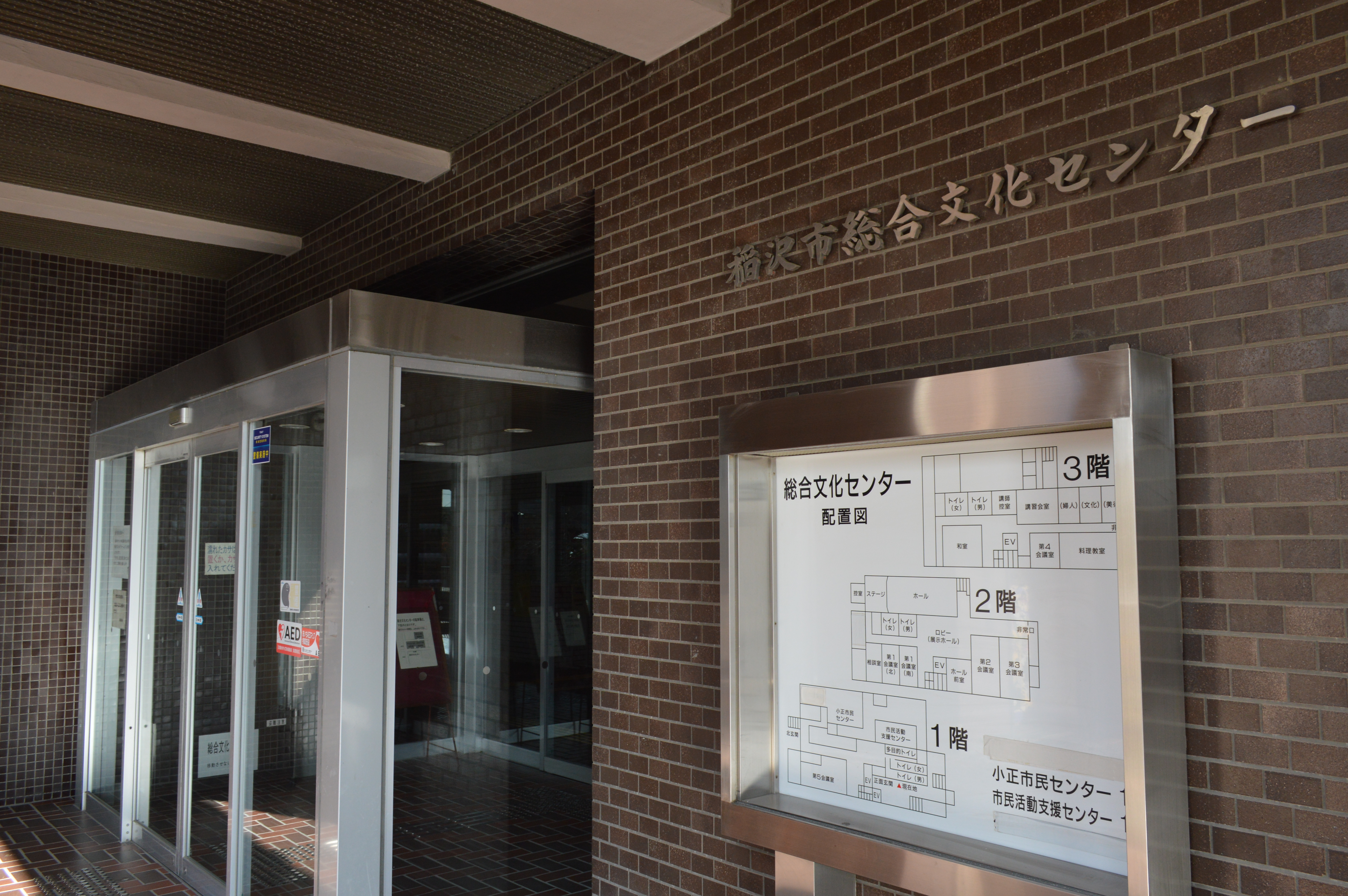
稲沢市総合文化センター

稲沢市は日本住宅公団（現・都市再生機構）と連携して、鉄骨鉄筋コンクリート造地上13階地下1階建の国府宮団地の1階から3階を稲沢市総合文化センターに充てた。総工費は12億円であり、事業主体は日本住宅公団である。国府宮団地は1973年（昭和48年）4月に起工し、1974年（昭和49年）12月に総合文化センター部分が完成（建物全体の完成は1975年7月）した。総合文化センターは図書館・稲沢市役所北出張所・ホール・文化協会・美術協会などの施設の総称である。高さ51mの国府宮団地は名鉄名古屋本線国府宮駅の南東徒歩3分の場所にあり、稲沢市最大の近代的市街地ビルだった。
1975年（昭和50年）3月8日には1階と地下1階を利用して稲沢市立図書館が移転開館した。1階にはブラウジングコーナー・おはなしコーナーなどがあり、地下1階には成人閲覧室・参考図書閲覧室・視聴室・展示コーナー・書庫などがあった。座席数は約170席であり、児童向けのスペースを重視していた。図書館部分の延床面積は1,027m2だった。1975年4月の資料数は25,780冊だった。
開館からの15日間の貸出冊数は8,475冊に達し、館報ではこれを「爆発的」「驚異的」と伝えている。同年10月13日には800冊積載の移動図書館車両「おおぞら号」を用いて、10ステーションを月2回の頻度で巡回する移動図書館サービスを開始した。下津町の稲沢市農協東部支所、六角堂町の長光寺、日下部松野町の仲よし広場、東緑町の遊園地、東出張所、西出張所、坂田町の坂田分校跡、矢合町の地蔵様広場、片原一色町の善応寺、老人憩の家にステーションが置かれている。1976年（昭和51年）3月には肢体不自由者に宅配サービス（家庭文庫）を開始し、1985年（昭和60年）4月には視覚障害者に録音テープの郵送貸出を開始した。1975年の開館時の住所は稲沢市小池正明寺町北反田35番地だったが、1984年には住居表示が実施されて稲沢市国府宮3丁目1番1-101号となっている。
1988年（昭和63年）7月にはコンピュータを導入、1993年（平成5年）10月には利用者用検索端末を設置した。1996年（平成8年）4月には開館時間を10時-18時に変更し、2000年（平成12年）4月にはより大規模な開館時間の変更を行っている。これによって11月から翌年4月は10時-18時、5月・6月・9月・10月は9時30分-18時、7月・8月は9時-18時となった。2002年（平成14年）には尾張西部図書館運営協議会を構成する3市3町（稲沢市・一宮市・尾西市・木曽川町・祖父江町・平和町）の図書館間で広域貸出が開始された。
2005年（平成17年）の蔵書数は107,000冊だった。国府宮団地内の図書館は延床面積や蔵書数などの点で規模が小さく、老朽化が進行していた。2004年度の統計によると稲沢市立図書館の1人あたり貸出冊数は2.8冊であり、愛知県の公立図書館の中で最下位に近かった。2005年4月1日には、旧稲沢市・中島郡祖父江町・中島郡平和町の1市2町が合併して新稲沢市が誕生し、稲沢市立稲沢図書館に改称した。合併に合わせて3館の開館時間を統一し、年間を通じて10時-19時とした。国府宮団地の旧館は2006年（平成18年）6月30日で閉館し、7月1日から10月31日には新館への移転作業を行った。

#### 中央図書館（2006年 - ）

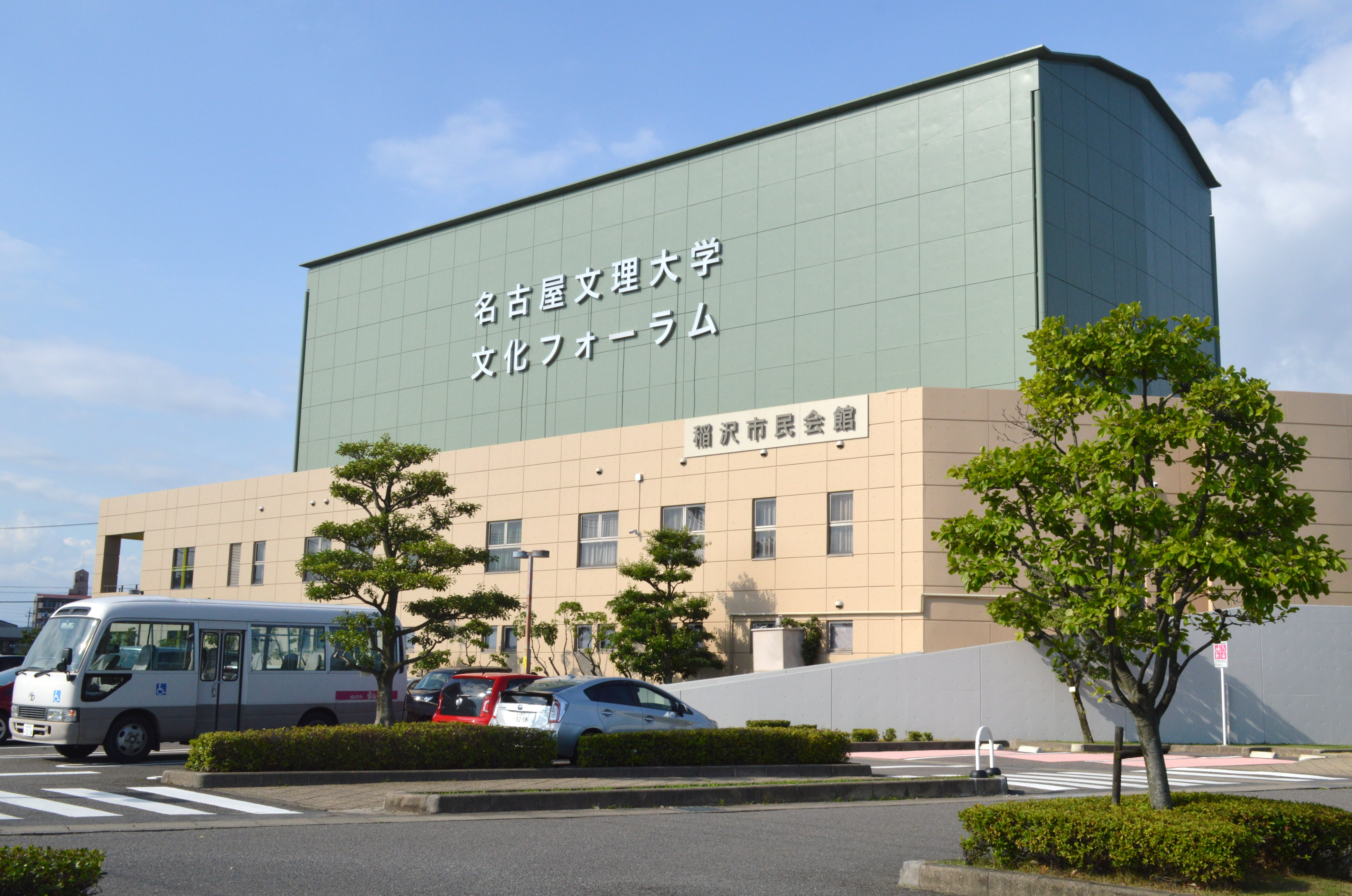
隣接する稲沢市民会館

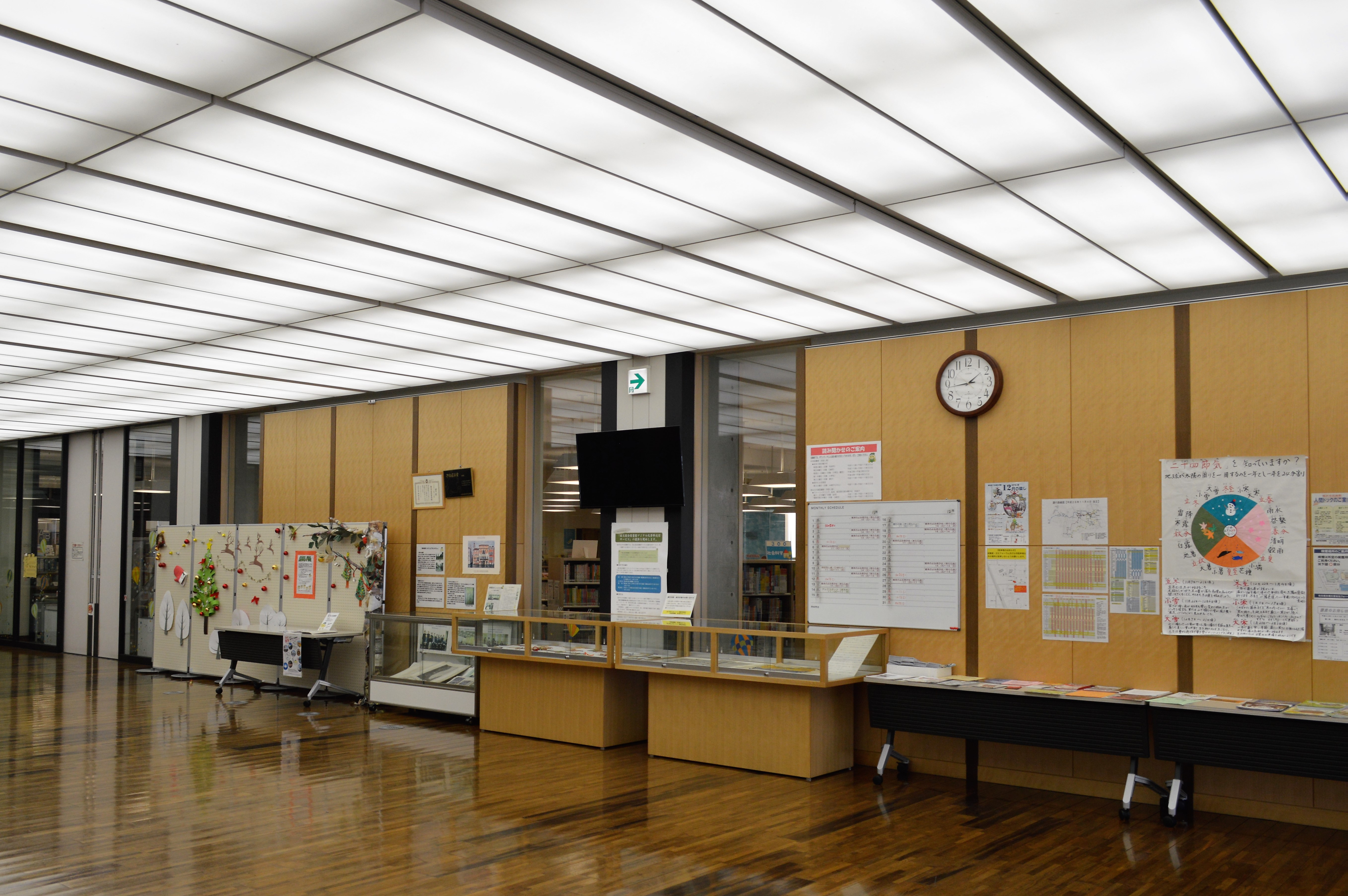
図書館のロビー

稲沢市は稲沢市民会館南側駐車場の一角への新館建設を決定した。合併前の2003年（平成15年）には図書館基本構想を策定して、図書館建設準備室を設置し、新図書館基本計画を策定した。2004年（平成16年）には新図書館基本設計・新築工事設計を完了させ、2005年（平成17年）4月23日に新館の起工式が行われた。設計は日建設計、総事業費は29億円である。2006年（平成18年）7月に新館が竣工し、11月1日に稲沢市立中央図書館が開館した。
2014年度（平成26年度）までの開館時間は3館共通で10時-19時だったが、2015年度（平成27年度）からは中央図書館のみ10時30分-19時30分に変更された。新館開館10年目の2016年（平成28年）5月には、第55次南極観測隊員の吉川康文を招いた講演会と南極写真・パネル展を行った。

### 平和町図書館
1986年（昭和61年）7月12日には中島郡平和町に平和町立図書館が開館した。開館時の開館時間は9時-16時30分であり、貸出冊数は4冊だった。2005年（平成17年）4月1日には平和町・旧稲沢市・祖父江町が合併して新稲沢市となり、稲沢市立平和町図書館に改称した。稲沢市立中央図書館の開館に合わせて、平和町図書館は2006年（平成18年）6月20日から8月31日まで休館し、蔵書へのICタグの導入などを行った。

### 祖父江の森図書館

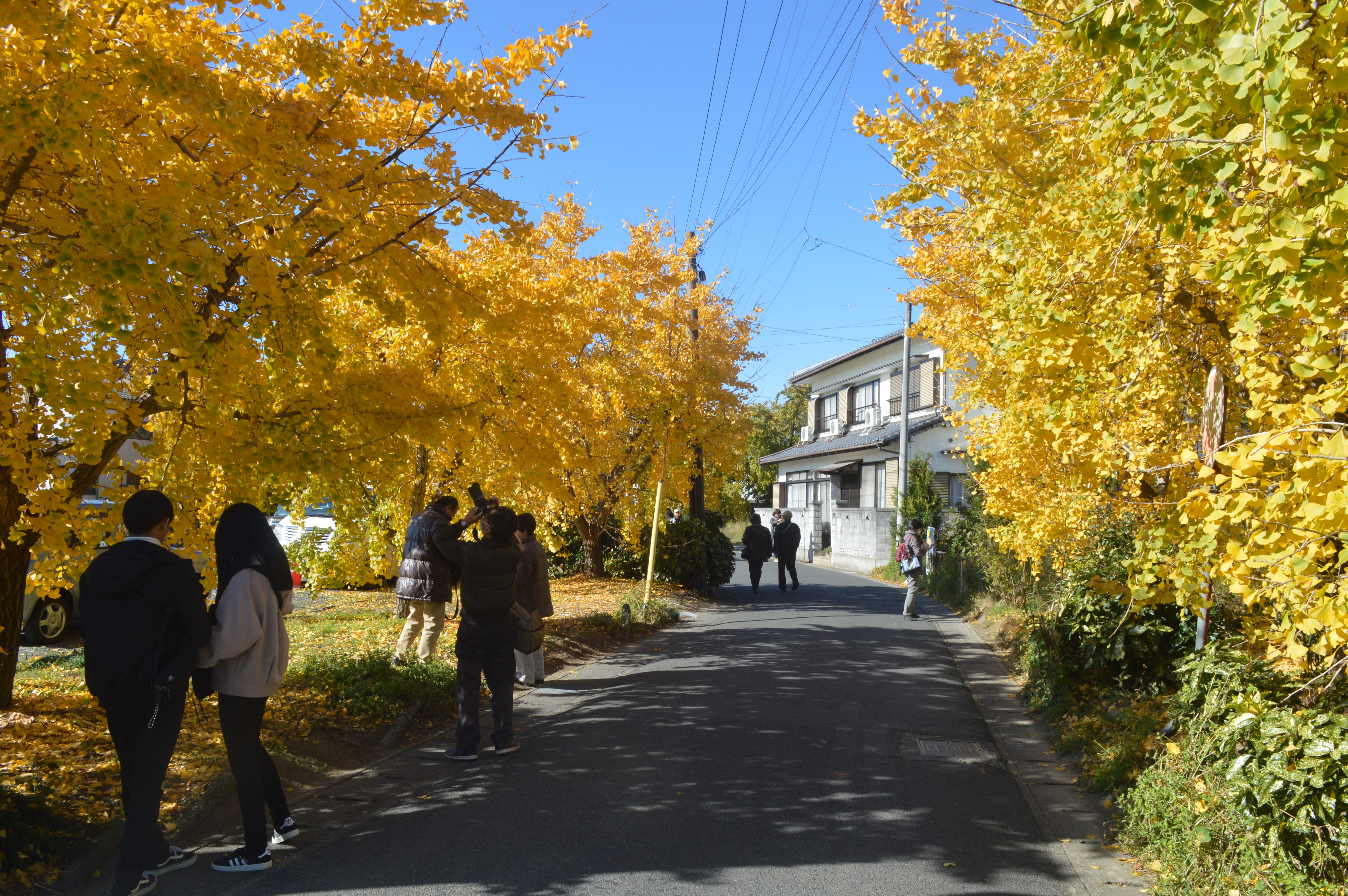
祖父江町を象徴するイチョウ

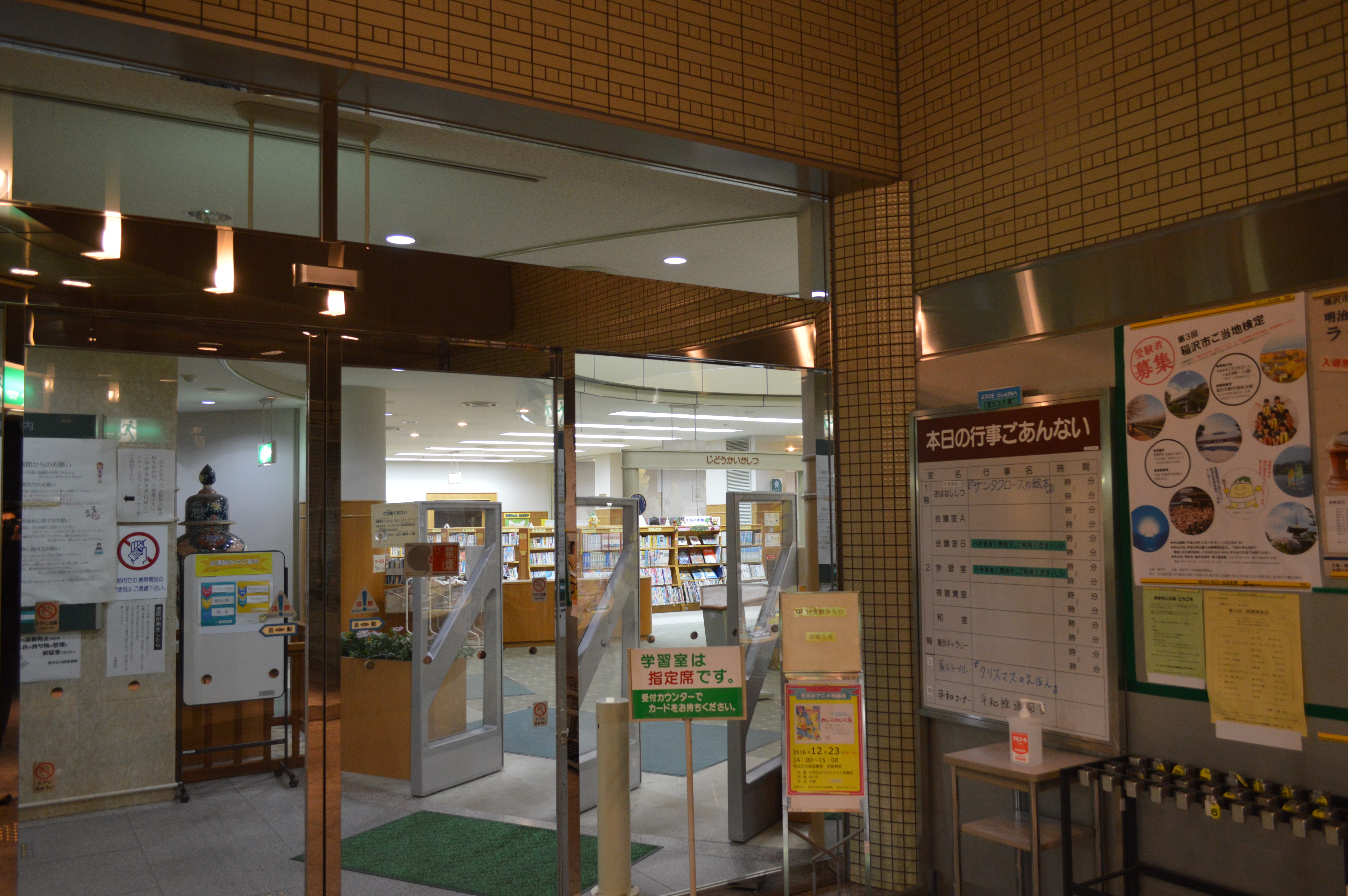
建物の入口

1989年（平成元年）の祖父江町総合計画には祖父江町総合グランド構想が盛り込まれ、1990年（平成2年）には祖父江町文化・スポーツ施設（仮称）建設調査研究協議会が発足、1992年（平成4年）5月には施設の建設場所が決定した。1993年（平成5年）9月には町内の全5,864世帯に対して理想の図書館像のアンケートを取っており、「ゆったり座って楽しめる身近な書斎のような図書館」が半数を占めた。
祖父江町は1993年（平成5年）8月31日に図書館の建設に着工し、1994年（平成6年）10月31日に竣工、11月16日に竣工式が行われた。1995年（平成7年）2月10日、文化ゾーン「祖父江の森」の第1弾として祖父江町中央図書館が開館した。開館時の開館時間は10時-18時であり、貸出冊数は5冊だった。開館から約1か月で1万人が貸出登録を行い、約26,000冊が貸し出された。初年度である1995年度（平成7年度）の延べ入館者数は133,553人、延べ貸出冊数は151,394冊だった。なお、1996年（平成8年）3月26日には温水プールもオープンしており、多目的グランド・テニスコートも併せた文化ゾーン「祖父江の森」が完成している。
1998年（平成10年）4月には、一宮市・尾西市・稲沢市・平和町・木曽川町・佐織町・八開村に対する広域貸出を試行開始した。2002年（平成14年）には尾張西部図書館運営協議会を構成する3市3町の広域貸出を正式に開始している。2000年9月には延べ貸出冊数が100万冊を突破し、2001年9月には延べ入館者数が100万人を突破した。2001年4月には閉館時間を延ばして19時までとし、2001年度からはゴールデンウィーク期間中の休館日が廃止された。2002年版『日本の図書館』（日本図書館協会）によると、人口2万人以上で図書館を有する231町村の中で、祖父江町の延床面積（2,287m2）は38位、年間貸出冊数（10.17冊/人）は39位、年間購入冊数（10,540冊）は28位、年間資料費（22,297,000円）は33位の高水準だった。
2005年（平成17年）4月1日には祖父江町・旧稲沢市・平和町が合併して新稲沢市となり、稲沢市立祖父江の森図書館に改称した。稲沢市立中央図書館の開館に合わせて、祖父江の森図書館は2006年（平成18年）9月1日から10月31日まで休館し、蔵書へのICタグの導入などを行った。

### 移動図書館・公民館図書室
1975年（昭和50年）9月には移動図書館用車両を購入し、10月には10ステーションで移動図書館「おおぞら号」の巡回を開始した。「おおぞら号」の運行開始から1年間の貸出冊数は18,065冊だった。1981年（昭和56年）4月には明治公民館図書室・千代田公民館図書室で、10月には稲沢公民館図書室・大里公民館図書室で、1983年（昭和58年）5月には下津公民館図書室で、1988年（昭和63年）4月には大里東公民館図書室で、1991年（平成3年）4月には稲沢東公民館図書室で図書の貸出を開始している。このように公民館図書室が整備されたことで、1987年（昭和62年）3月には移動図書館を廃止した。

## 施設

### 中央図書館

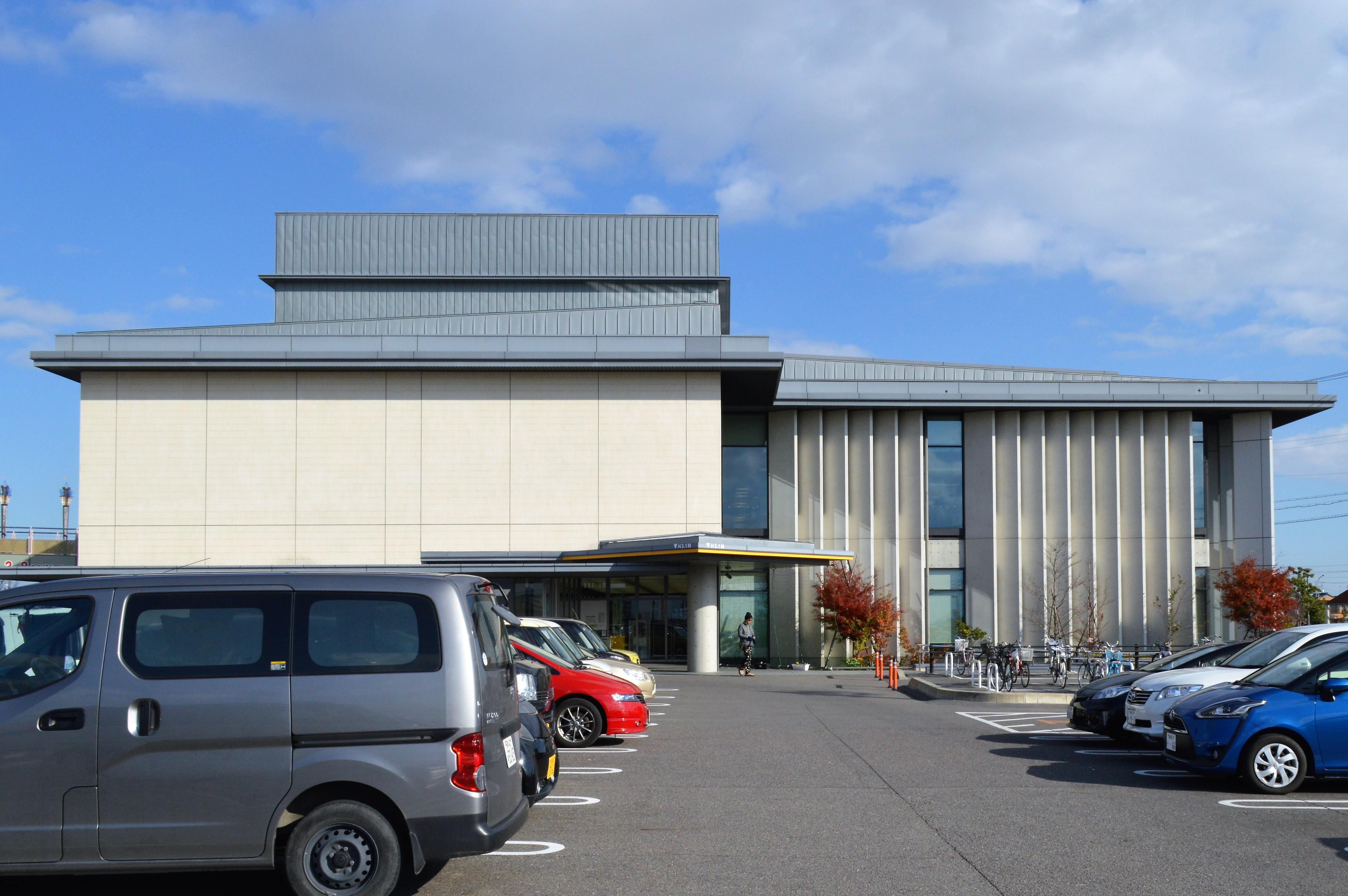
正面から見た中央図書館

中央図書館の設計は日建設計。収容可能冊数は45万冊であり、半分の22万5000冊が開架である。収容可能冊数の観点では、開館時に西尾張地方最大の図書館であった（2013年には60万冊収容可能な一宮市立中央図書館が開館）。中央階段から自然通風を取り入れる自然換気システムを採用している。2階の一般閲覧室には部分的に自然光を取り入れており、常に一定の照度を確保する照明システムを採用している。2階の床下には冷温水コイルを用いた床下空調方式を導入している。太陽光発電システムでは年間20,000kWの発電を行っている。
一般閲覧室には落ち着きのある色合いの什器を採用しているが、児童閲覧室は色鮮やかで楽しい雰囲気を意識している。視覚障害者向けの対面朗読室が設けられており、2009年度（平成21年度）には第15回「人にやさしい街づくり賞」を受賞した。隣接する稲沢市民会館の駐車場をそのまま図書館用地に充てているため、開館前には市民会館と図書館の駐車場不足が懸念された。

### 祖父江の森図書館
祖父江の森図書館の設計監理は浦野設計、施工は前田建設工業・美吉建設共同企業体(JV)。建物は2階建であり、構造は鉄筋コンクリート造・一部鉄骨造である。建設費は13億3745万5000円。開架には10万冊を配架可能であり、閉架書庫には5万冊を収容可能である。
建物を上空から見ると「祖父江町の木」であるイチョウの形をしており、館内の床にはイチョウの葉がデザインされた絨毯が敷かれている。1階には一般開架室、児童開架室、おはなししつ、郷土・参考室、AVコーナーなどがあり、2階には視聴覚室、学習室、和室などがある。2階建てであるが中央部と一般開架室の上は吹き抜けとなっている。

## 特色

### 大学図書館との提携
2013年（平成25年）6月1日には稲沢市内にある名古屋文理大学と愛知文教女子短期大学の蔵書約122,000冊を取り寄せ可能とするサービスを開始した。約70,000冊の蔵書を持つ名古屋文理大学は食文化や栄養学に関する専門書が豊富であり、約52,000冊の蔵書を持つ愛知文教女子短期大学は保育や子育てに関する専門書を豊富に揃えている。稲沢市在住・在勤・在学の18歳以上が対象であり、1回につき3冊まで、2週間借りることができる。配送料などは図書館が負担し、週1回まとめて取り寄せて市民に貸し出す。

### 漫画本の充実
子どもの図書館離れを食い止めるために、平和町立図書館は合併前の1995年（平成7年）から漫画の冊数を増やしはじめた。2005年（平成17年）に平和町が稲沢市と合併した後も、平和町図書館は漫画を重視する取り組みを継続している。稲沢市図書館のうち平和町図書館単独では、2015年（平成27年）時点で80,963冊の蔵書のうち約1/4の21,848冊が漫画であり、1館で所蔵する漫画の蔵書数は愛知県内で群を抜く。図書貸出者数は2005年度（平成17年度）の17,004人から2015年度（平成27年度）には46,552人となり、10年間で2.7倍となった。貸出冊数の約70%が漫画であり、漫画の蔵書のうち約30%は常に貸出中であるという。
購入する漫画の大半は新刊であり、大部分は子ども向けであるが、『黄昏流星群』（弘兼憲史）など中高年向けの漫画も所蔵している。2014年（平成26年）時点の一番人気は『ドラえもん』（藤子・F・不二雄）である。『JIN-仁-』（村上もとか）、『医龍-Team Medical Dragon-』（乃木坂太郎作画）、『失恋ショコラティエ』（水城せとな）など、テレビドラマの原作となった漫画には予約が集中し、予約から半年の待ち時間がかかる漫画もある。

### 稲沢電車図書館

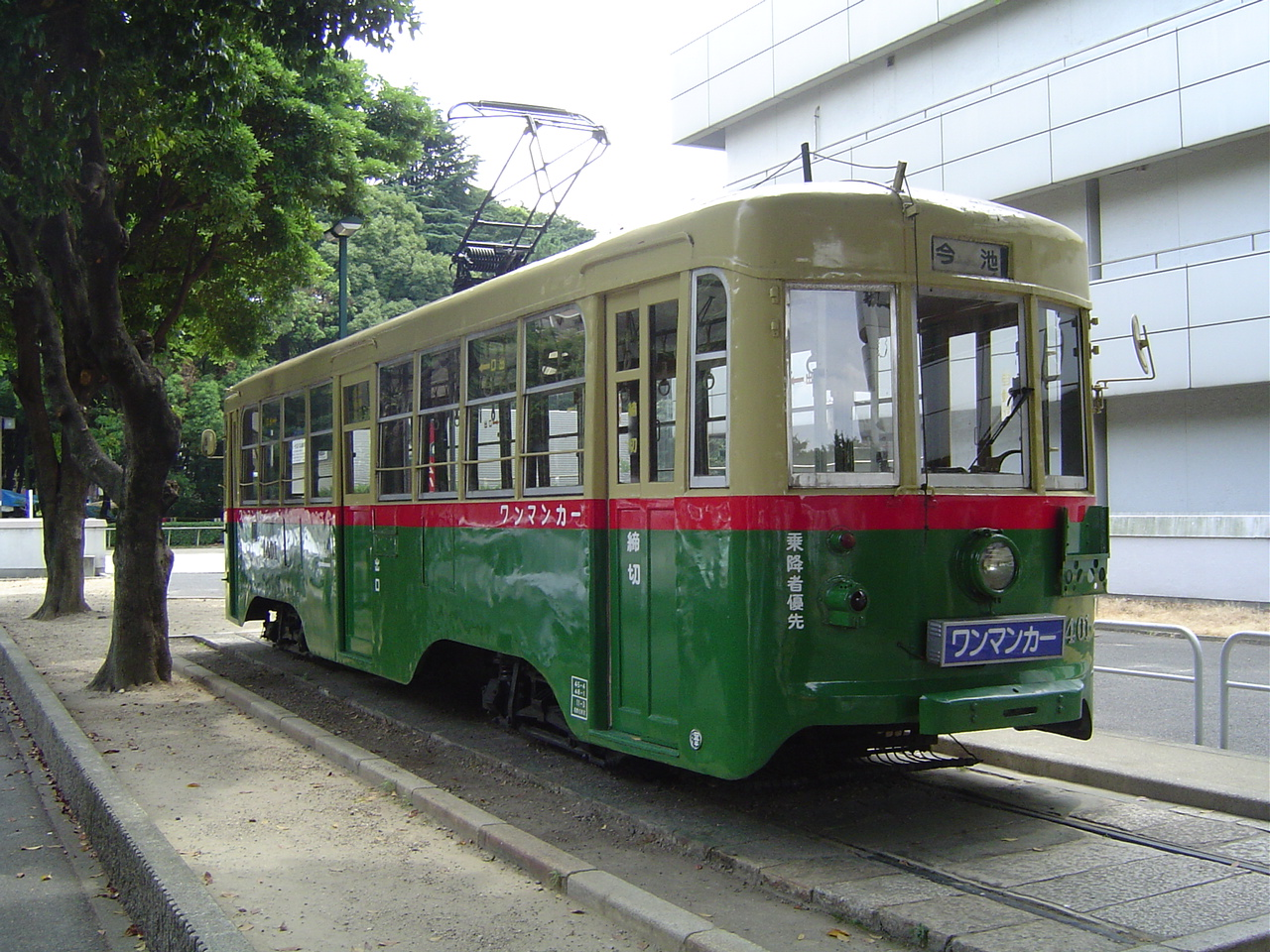
電車図書館に使用されていた車両と同形の名古屋市電1400形

稲沢電車図書館は、1972年（昭和47年）3月19日に日本住宅公団稲沢団地に開館した電車図書館である。稲沢団地の建て替えにともない、2003年（平成15年）3月に撤去されて現存しない。
これに先駆けて、1960年代に東京都多摩地域の公団住宅団地に開館した電車図書館として、日野市の「日野市立多摩平児童図書館」（廃止）、東村山市の「くめがわ電車図書館」（現存）があった。
1966年（昭和41年）8月、東京都日野市の日本住宅公団多摩平団地（現・都市再生機構多摩平の森）に日野市立多摩平児童図書館が開設され、日野市長であった有山崧の発案により、都電の1000形車両を使用した電車図書館が誕生した。その後1971年（昭和46年）、車両の老朽化により電車図書館は廃止され、同年4月に新館が開設した。なお2004年（平成16年）3月、日野市立多摩平図書館の新築にともない、多摩平児童図書館は閉館している。
またその翌年の1967年（昭和42年）、東京都東村山市の日本住宅公団久米川団地（現・都市再生機構グリーンタウン美住）に、西武鉄道の旧101系車両に児童書約5,000冊を積んだ「くめがわ電車図書館」が開設された。公立図書館ではなく市民有志による地域文庫（私立図書館）として運営されており、車両のメンテナンスはボランティアが行っている。
1958年（昭和33年）、日本住宅公団（現・都市再生機構）稲沢団地が開設された。その当時、団地から図書館までの距離は遠く、さらに図書館の児童書蔵書数は少なかった。1970年（昭和45年）1月30日には、稲沢団地で「子ども文庫の会」が結成され、同年7月には母親たちの手によって集会所に自治会児童図書館が開設された。
1972年（昭和47年）には、稲沢市や日本住宅公団からの支援を受けて、名古屋市電1400形の廃止車両1両を9万円で購入。同年3月19日、「わかくさ号」と名付けられた車内に「稲沢電車図書館」が開館した。毎週土曜・日曜の各2時間を開館時間とし、それぞれ40人から80人程度が本を借りに来るほどの盛況だった。1974年（昭和49年）12月には、廃車のバスを「わかくさ号」の隣に並べ、こちらは読み聞かせやイベント、運営会議などに使用された。
1975年（昭和50年）には、稲沢団地に近い国府宮駅東口に稲沢市立図書館が開館した。このことに加え、団地開設から20年以上が経過して子どもが成長したり、初期の住民の転居が相次いだことなどから、1982年度（昭和57年度）の稲沢電車図書館は全休状態だった。この頃には名古屋市でみどり子ども図書館を運営していた佐藤宗夫が講演を行っており、児童図書館の価値を再認識した団地住民が、再びイベント・読書会・会報発行などを行うようになった。
1986年（昭和61年）頃からは、夏休み期間の週2日間だけの開館となっていたが、1996年（平成8年）頃には新たにバスを購入して図書館とし、毎週土曜日の開館日には毎回30人以上が訪れる賑わいを見せた。
その後、電車図書館は車両の購入から20年以上が経過して傷みが目立ち、本はすべてバスに移して約2,000冊を収容していた。1998年（平成10年）頃からは電車内への立ち入りが禁止されていたが、2003年（平成15年）には日本住宅公団（当時）が稲沢団地の建て替えを決定し、同年3月には電車図書館が撤去された。

## 基礎情報
| 名称             | 開館日        | 所在地                   | 延床面積    | 開館時間         | 休館日                                                   | 貸出規則                                                                              |
| ---------------- | ------------- | ------------------------ | ----------- | ---------------- | -------------------------------------------------------- | ------------------------------------------------------------------------------------- |
| 中央図書館       | 2006年11月1日 | 正明寺三丁目114番地      | 4,967.85m2  | 9時30分-19時30分 | 月曜日、祝日の翌日、第1金曜日、 年末年始、特別館内整理日 | 図書・紙芝居・雑誌は10点まで2週間、 視聴覚資料は2点まで2週間、 複製絵画は1点まで4週間 |
| 祖父江の森図書館 | 1995年2月10日 | 祖父江町桜方六町17番地   | 2,287.168m2 | 10時0-19時       | 月曜日、祝日の翌日、第1金曜日、 年末年始、特別館内整理日 | 図書・紙芝居・雑誌は10点まで2週間、 視聴覚資料は2点まで2週間、 複製絵画は1点まで4週間 |
| 平和町図書館     | 1986年7月12日 | 平和町中三宅二丁割60番地 | 751.27m2    | 10時0-19時       | 月曜日、祝日の翌日、第1金曜日、 年末年始、特別館内整理日 | 図書・紙芝居・雑誌は10点まで2週間、 視聴覚資料は2点まで2週間、 複製絵画は1点まで4週間 |